# سجن أبو غريب
سجن أبو غريب وحالياً اسمه سجن بغداد المركزي هو سجن يقع قرب مدينة أبو غريب والتي تبعد 32 كلم غرب بغداد عاصمة العراق. اشتهر هذا السجن بعد احتلال العراق لإستخدامه من قبل قوات التحالف في العراق، وإساءة معاملة السجناء داخله وذلك اثر عرض صور تبين المعاملة المريعة من قبل القوات الأمريكية للسجناء داخل السجن. وبحسب مجلة التجارة الخارجية الاسبوعية Foreign Commerce Weekly الصادرة في الولايات المتحدة بتاريخ 1 تموز 1957، دعت الحكومة الملكية في العراق عام 1957 لتقديم العطاءات لبناء سجن اصلاحي يقع على مساحة 500 فدان - أي ما يعادل 2 كلم مربع تقريباً بقيمة 7 ملايين دولار أمريكي لإيواء  4000 نزيلاً السجن الذي سيضم مكتبة ومركزاً تعليمياً ومركزاً ترفيهياً آخر، وجزءً مخصصاً للحرف اليدوية وبضع معامل صغيرة لأغراض التدريب، وأن المقاول الرئيسي وهو شركة  لونغ آيلاند، نيويورك الهندسية المدنية مع اتحاد شركات ليتشفيلد، وايتينج، براون، بانيرو وسيفيرود  ستكون هي الجهة الاستشارية للحكومة العراقية وقد اعدت الخرائط والمواصفات للتنفيذ. وفي 2002 بدأت حكومة صدام حسين بالقيام بتوسعة في السجن تشمل إضافة 6 أقسام أخرى تابعة للسجن. وفي عام 2003 أصبح السجن تحت إدارة العسكريين الامريكيين وبعد ذلك ظهرت «فضيحة أبو غريب» وعرضت صور تبين طرق تعذيب الجنود الأمريكيين للمساجين العراقيين وإذلالهم، وتم محاكمة 11 جندي أمريكي متورطين بالفضيحة دفعت هذه الفضيحة إلى إغلاق السجن في سبتمبر 2006 حتى فبراير 2009، وتم افتتاحه مجدداً ولكن في 15 أبريل 2014 أعلنت وزارة العدل العراقية عن إغلاق سجن أبو غريب، بعدما أخلته من السجناء، وذلك لأسباب أمنية.

## السجن في عهد صدام
استخدم سجن أبي غريب في عهد الرئيس العراقي السابق صدام حسين تحت إدارة الأمن العام ووزارة الداخلية التي كانت تلجأ إلى استعمال التعذيب ضد السجناء. وقد سجلت منظمات حقوق الإنسان تلك الانتهاكات. كان يضم السجن عدداً كبيراً من السجناء لأسباب جنائية. حيث كان يعتبر هذا السجن بالنسبة للعراقيين سجن رسمي للمحكومين لأسباب جنائية. أما معظم سجناء السياسة والرأي كانت لهم سجون خاصة بعيداً عن أعين منظمات حقوق الإنسان.
في التسعينيات أثناء محاولة الانقلاب على صدام قام العقيد نجم مظلوم الدليمي بضرب السجن وتحرير أخيه محمد مظلوم الدليمي ونحو ألف شخص من عشيرته وتوزيعهم على قرى الفلوجة.

## إدارة الاحتلال الأمريكي
تم عرض صور «مريعة» تبين طرق تعذيب للمساجين العراقيين وإذلالهم وتصويرهم وتكديسهم عراة من قبل الجنود الأمريكيين وقد سميت «بفضيحة أبو غريب».

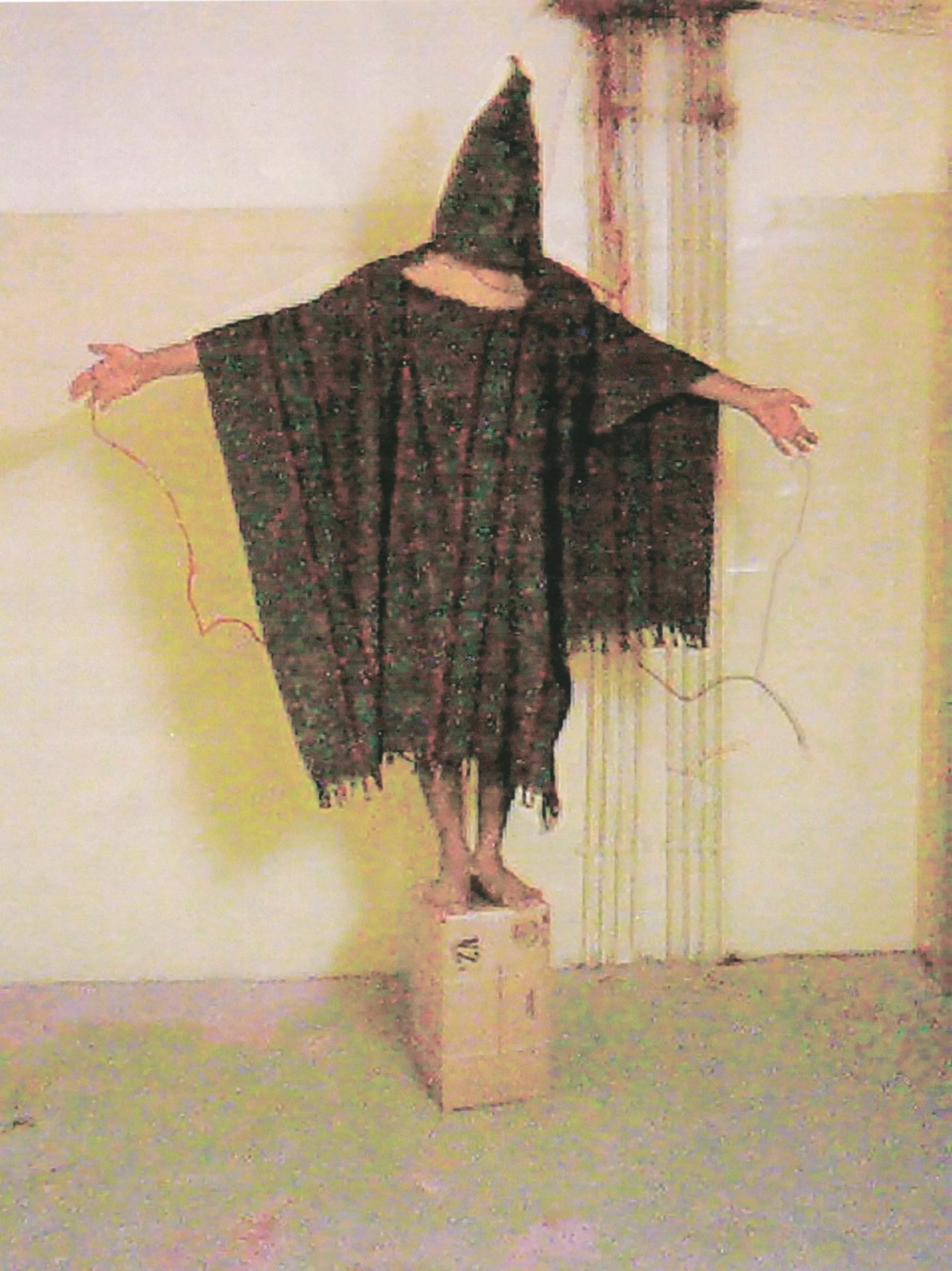
صور السجين العراقي علي شلال القيسي أحد صور سجن أبو غريب التي نشرت عن تعذيب القوات الأمريكية وهو يقف على صندوق وجسمه موصل بأسلاك كهربائية

في عام 2004 م قامت المجموعات المسلحة بإستهداف السجن بالسيارات المفخخة وقصفه وقد تم تحرير أكثر من 150 سجيناً.